# 定圧モル熱容量
定圧モル熱容量（ていあつモルねつようりょう、英語：molar heat capacity at constant pressure）とは定圧過程における1モル当たりの熱容量のことである。すなわち、圧力一定の条件のときに物質（特に気体について用いられる）を単位物質量あたり単位温度上昇させるのに必要な熱量を意味する。
定圧モル比熱（ていあつモルひねつ、英語：molar specific heat at constant pressure）とも呼ばれ、平成21年現在、日本の高等学校の「物理II」の教科書では「定圧モル比熱」と記述されている。

## 概要
定圧モル熱容量{\displaystyle c_{P}}は以下の式によって表される。
{\displaystyle c_{P}={\frac {1}{n}}\left({\frac {\partial H}{\partial T}}\right)_{P}}
ここでnは気体の物質量、H はエンタルピー、T は絶対温度である。
上式は以下のように求めることができる。
熱力学第一法則より、nモルの気体の内部エネルギーの微小変化dUと圧力P、微小体積変化dV、微小温度変化dT、微小過程中に気体に与えられた熱量dQの間には以下の関係が成立する。
{\displaystyle dU=dQ-PdV}
Pは一定なのでdQは次のように表すことができる。
{\displaystyle dQ=dU+PdV=d(U+PV)=dH}
またここで熱容量（比熱）の定義より
{\displaystyle dQ=nc_{P}dT}
以上より
{\displaystyle nc_{P}dT=dH}
{\displaystyle c_{P}={\frac {1}{n}}\left({\frac {\partial H}{\partial T}}\right)_{P}}

## 定積モル熱容量との関係
理想気体の場合、定積モル熱容量{\displaystyle c_{V}}との間にはマイヤーの法則といわれる関係がある。この法則によると次の関係が成り立つ。
{\displaystyle c_{P}=c_{V}+R}
ここでRは気体定数である。
単原子気体の定積モル熱容量は
{\displaystyle c_{V}={\frac {3}{2}}R}
と表されるため、単原子気体の定圧モル熱容量は次のように表される。
{\displaystyle c_{P}={\frac {5}{2}}R}
また、定積モル比熱×物質量は内部エネルギーの変化であり、（その内部エネルギーの変化は温度の変化のみに依存していて、加熱されている気体は定積、定圧問わず内部エネルギーが3/2Rを比例定数として、温度に比例して大きくなる。）熱力学第一法則からその内部エネルギの変化と、気体の外部にした仕事の和は気体に与えた熱量Qとおなじであり、Ｑ=⊿U+Wと表される。
定圧変化する場合は、W=P⊿V=nR⊿Tとなり、結局nmolの気体を定圧変化させるためには必要な熱量は5/2nR⊿Tとなる。

## 標準定圧モル熱容量
標準状態 (298.15K, 105Pa)の理想系(気体では105 Paの仮想的な理想気体の状態)における物質1モルの定圧熱容量を標準定圧モル熱容量と呼びCPºで表す。標準定圧モル比熱とも呼ばれる。
化学反応において生成系の各物質の定圧モル熱容量の合計と、反応系の各物質の定圧モル熱容量の合計の差を定圧モル熱容量変化ΔCPºと呼び、エンタルピー変化の温度依存性を表すものである。
{\displaystyle \Delta C_{P}^{\circ }=\sum C_{P}^{\circ }{\mbox{(products)}}-\sum C_{P}^{\circ }{\mbox{(reactants)}}}
{\displaystyle \Delta C_{P}=\left({\frac {\partial \Delta H}{\partial T}}\right)_{P}}
各物質の標準定圧モル熱容量は、標準生成エンタルピー変化および標準生成ギブス自由エネルギー変化と伴に以下の文献にまとめられ、『化学便覧』などには各温度における定圧モル熱容量が掲載されている。
- D.D. Wagman, W.H. Evans, V.B. Parker, R.H. Schumm, I. Halow, S.M. Bailey, K.L. Churney, R.I. Nuttal, K.L. Churney and R.I. Nuttal, The NBS tables of chemical thermodynamics properties, J. Phys. Chem. Ref. Data 11 Suppl. 2 (1982).

水溶液中のイオンについては常に陽イオンおよび陰イオンの合計として測定されるため、単独イオンの標準定圧モル熱容量は水素イオンを0とし、無限希釈の状態である仮想的な1 mol kg−1の理想溶液の状態とする。
|                 | 物質           | 化学式  | CPº / J mol−1K−1 |
| --------------- | -------------- | ------- | ---------------- |
| 単原子分子      | 水素原子       | H(g)    | 20.784           |
| 単原子分子      | ヘリウム       | He(g)   | 20.786           |
| 単原子分子      | 酸素原子       | O(g)    | 21.912           |
| 二原子分子      | 水素分子       | H2(g)   | 28.824           |
| 二原子分子      | 酸素分子       | O2(g)   | 29.355           |
| 二原子分子      | 塩化水素       | HCl(g)  | 29.12            |
| 多原子分子      | 水             | H2O(l)  | 75.291           |
| 多原子分子      | 水蒸気         | H2O(g)  | 33.577           |
| 多原子分子      | アンモニア     | NH3(g)  | 35.06            |
| 多原子分子      | メタン         | CH4(g)  | 35.309           |
| イオン (水溶液) | 水素イオン     | H+(aq)  | 0                |
| イオン (水溶液) | 水酸化物イオン | OH−(aq) | −148.5           |